# Van der Burch (Belgisch adelsgeslacht)
Van der Burch is een van de oudste adellijke geslachten van België waarvan leden sinds 1816 tot de moderne Belgische adel behoren.

## Geschiedenis
De stamreeks begint met ridder Guillaume de le Bourg, heer van Burch, die in 1286 wordt vermeld als dienaar van de graaf van Vlaanderen, tevens eerste vermelding van een lid van het geslacht. Ook zijn zoon Pierre de le Bourg (†1368) diende dezelfde graaf, evenals verder nageslacht tot in de 15e eeuw. In de 16e eeuw waren leden raadsheer en voorzitter van de Grote Raad van Mechelen. In de 17e eeuw was een telg, Frans van der Burch (1567-1644), bisschop van Gent en aartsbisschop van Kamerijk. In de 19e eeuw leverde het geslacht drie generaals en een senator.
In 1600 werd een telg door aartshertog Albrecht de persoonlijke titel van ridder verleend aan Philippe van der Burch, heer van Serrefontaine, adellijk tafeldienaar van aartshertog Ernest, chef-president van de Geheime Raad in Brussel. In 1720 volgde de verlening van de titel van graaf bij eerstgeboorte door keizer Karel VI aan ridder Antoine van der Burch, heer van Hubersart en kolonel van een cavalerieregiment. In 1816 onder het Verenigd Koninkrijk der Nederlanden volgde de benoeming in de Ridderschap van Henegouwen met de titel van graaf bij eerstgeboorte voor Charles-Albert van der Burch (1779-1854); in 1871 volgde de verlening van de titel van graaf/gravin op allen.
Willem van der Burch sneuvelde op 10 augustus 1914 als luitenant-vrijwilliger bij het 3de Lanciers  in Orsmaal-Gussenhoven (Getelinie).
Het geslacht is rond 1990 in mannelijke lijn uitgestorven. Anno 2018 leefden nog twee vrouwelijke telgen.

## Wapenbeschrijvingen
- 1720: Couronne de comte [Supports:] deux lions d'argent rampans, armez et lampassez de gueules.»
- 1871: D'hermin[e], à trois étrilles de gueules. L'écu timbré de la couronne à treize perles, et supporté par deux lions d'argent, armés et lampassés de gueules. Devise: 'Libre et vaillant de le Burch'.

## Enkele telgen
Charles-Albert graaf van der Burch (1779-1854), luitenant-generaal en senator
- Alexandre graaf van der Burch (1798-1875), legatiesecretaris, verkreeg in 1871 de titel van graaf op allen
  - Arthur graaf van der Burch (1832-1900), luitenant-generaal
    - Alexandre graaf van der Burch (1886-1946)
      - Ir. Raphaël graaf van der Burch (1910-circa 1990), laatste mannelijke telg van het geslacht
        - Yolande gravin van der Burch (1939), een van de twee laatste telgen van het geslacht
- Louis graaf van der Burch (1800-1881), kolonel, verkreeg in 1816 de titel van graaf op allen
  - Charles graaf van der Burch (1840-1900), senator
    - Albéric graaf van der Burch (1844-1921), generaal-majoor
    - Horace graaf van der Burch (1848-1945), kapitein
      - Adrien graaf van der Burch (1877-1954), regeringscommissaris-generaal voor de internationale tentoonstellingen 1910-1935
        - Yves graaf van der Burch (1918-1945), verzetstrijder

      - Rodolphe graaf van der Burch (1880-1932)
        - Baudoin graaf van der Burch (1905-1983)
          - Ghislaine gravin van der Burch (1935), een van de twee laatste telgen van het geslacht